# デイリーヤマザキ

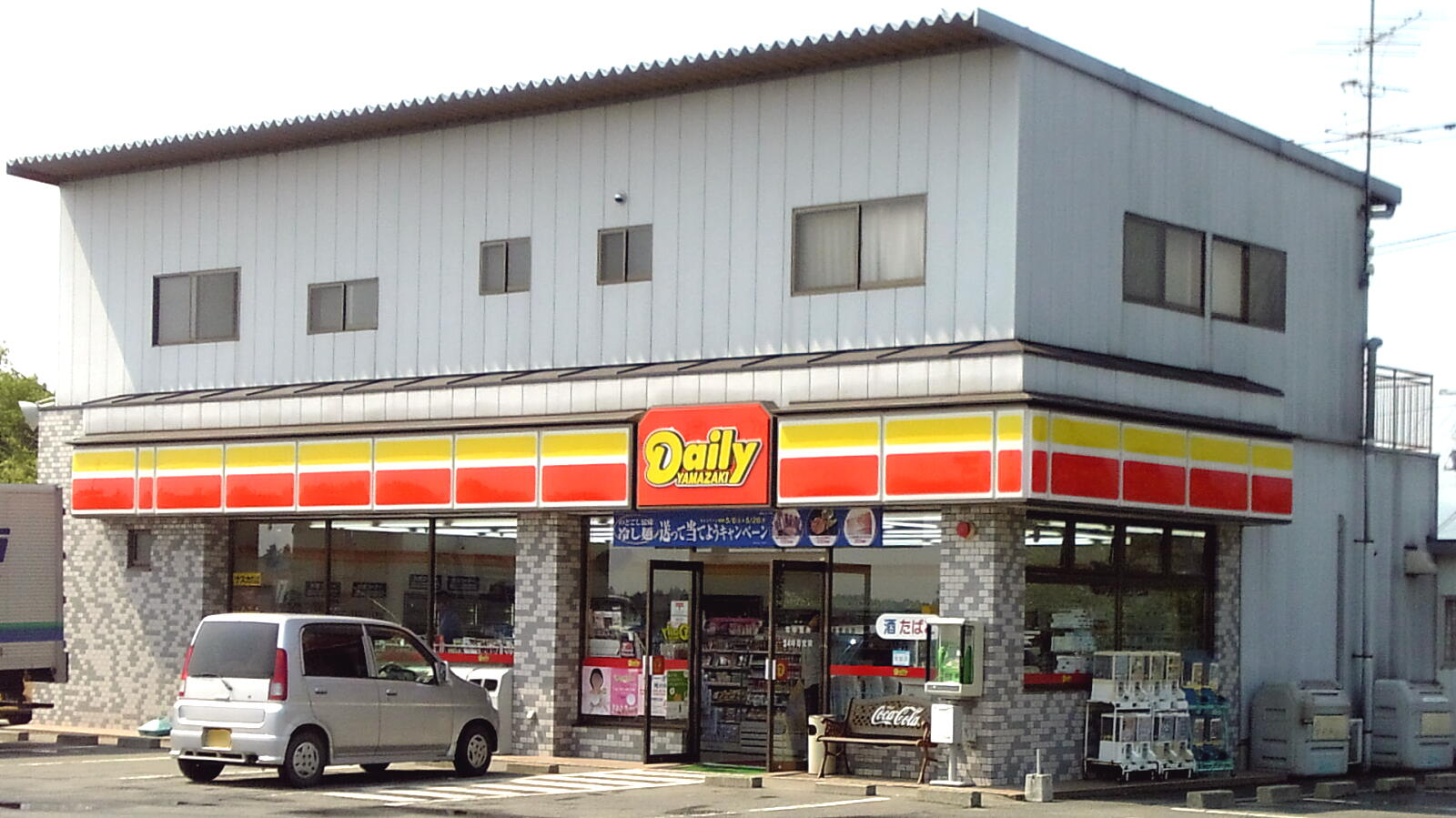
一般店舗例 原町北長野店（福島県南相馬市）

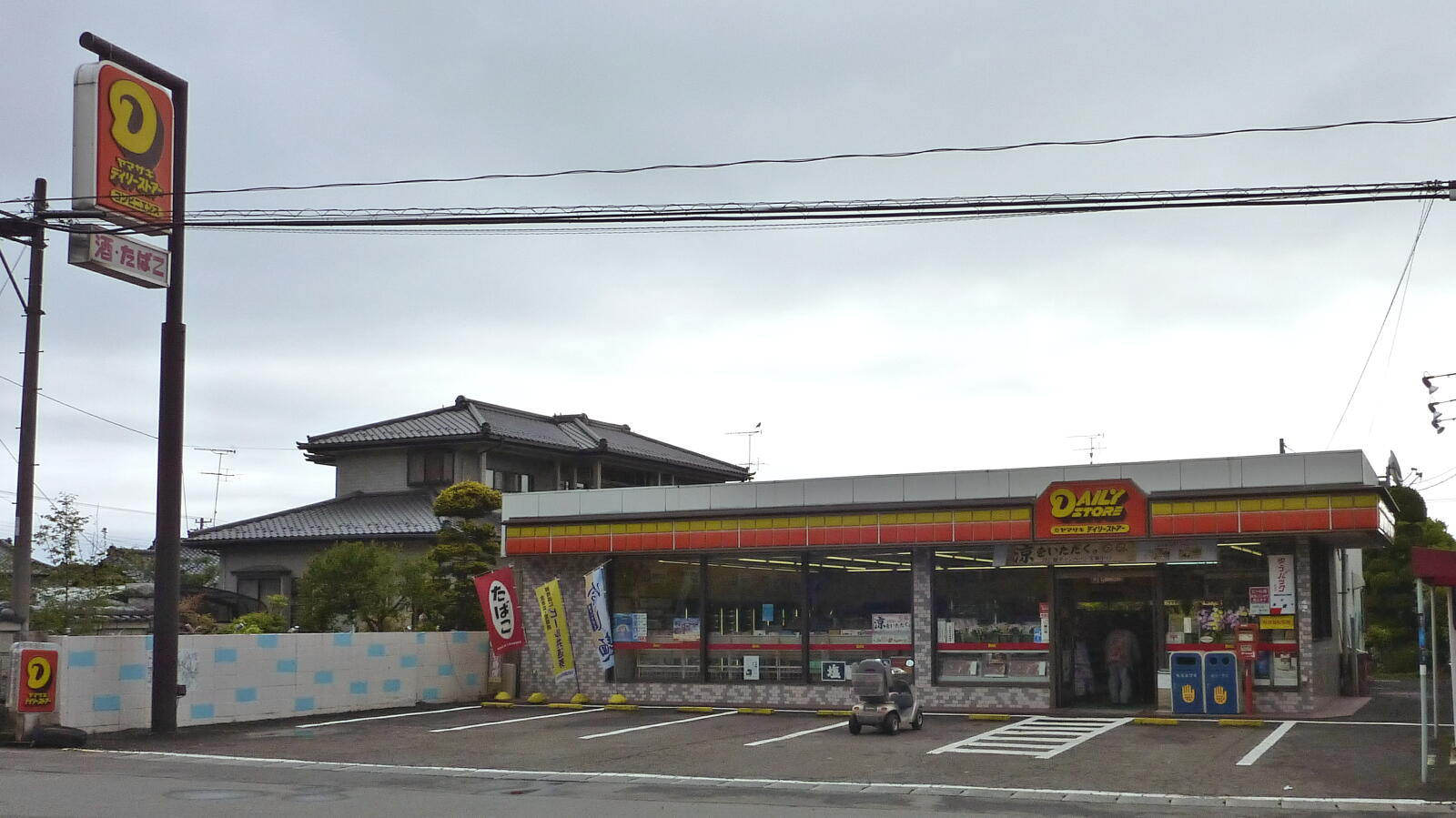
ヤマザキデイリーストアー山元町店（宮城県山元町）

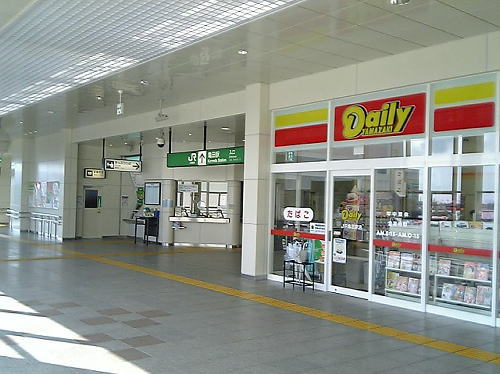
駅構内の出店例（JR信越本線・亀田駅=新潟市江南区）

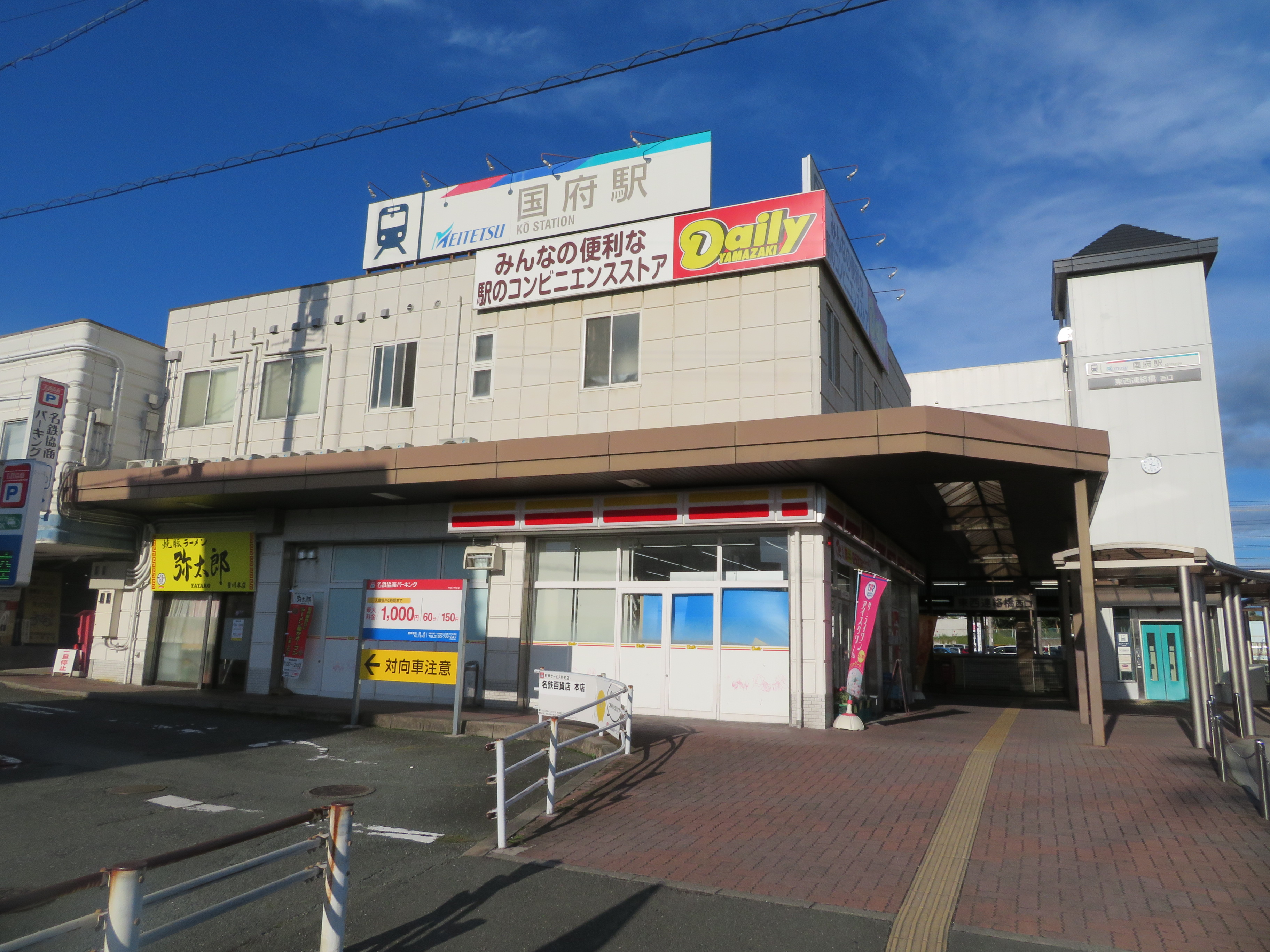
駅舎への出店例（名鉄名古屋本線・国府駅=愛知県豊川市、閉店済）

デイリーヤマザキ（Daily Yamazaki）は、山崎製パン株式会社の社内カンパニーである、「デイリーヤマザキ事業統括本部」が運営（フランチャイズ展開）するコンビニエンスストアである。
2013年（平成25年）6月30日までは山崎製パン株式会社の子会社株式会社デイリーヤマザキ（英:Daily YAMAZAKI CO.,LTD.）が運営したが、7月1日付で山崎製パンに吸収合併され、同社社内カンパニー「デイリーヤマザキ事業統括本部」に移行した。
本項は山崎製パンがフランチャイズ展開するコンビニエンスストア業態の「ニューヤマザキデイリーストア（ヤマザキデイリーストアー）」も解説する。

## 概説

### ブランド史
山崎製パン株式会社は1977年5月にコンビニエンスストア「サンエブリー」の店舗展開を開始し、同年12月に完全子会社の株式会社サンエブリーを設立した。これとは別に山崎製パン株式会社の営業部門の事業として1978年5月に「ヤマザキデイリーストアー」の店舗展開を開始し、1980年9月に同社営業部門内に「デイリー事業部」を設置した。同グループ内で重複する事業であったため1982年1月に、株式会社サンエブリーが山崎製パン株式会社のデイリー事業部を統合し、商号を変更して株式会社サンショップヤマザキとした。
約20年間、サンエブリーとヤマザキデイリーストアーの2つのブランド（デュアルブランド）が並存したが、1999年1月に新ブランド「デイリーヤマザキ」に統合して店舗展開を開始して同時に会社の商号も株式会社デイリーヤマザキに変更した。2013年7月に山崎製パン株式会社が同社を吸収合併し、以降は山崎製パン社内カンパニーの「デイリーヤマザキ事業統括本部」が運営している。秋田県と青森県のみ、山崎製パンと業務提携する製パン会社（前者はたけや製パン、後者は工藤パン）内の「デイリー事業部」が、事実上エリアフランチャイズとして運営している。
旧来からの「ヤマザキデイリーストアー」と「サンエブリー」から順次「デイリーヤマザキ」に切り替わったが、小規模な店舗の中にはフランチャイズを終了して独立店舗となったり、営業時間や店舗面積・機能等の制約が少ないヤマザキデイリーストアーにとどまったり、さらに店舗運営の独立性が高く制約が少ないヤマザキショップ、および店舗管理システムの導入などコンビニエンスストア機能の一部を付加した「ヤマザキスペシャルパートナーショップ（YSPS）」）に転換する例も見られる。
元来が個人経営のパン屋や酒屋からの転換が加盟店に多く含まれているため、店舗運営に対してはオーナーの自主性を尊重する方針であり、他の大手コンビニエンスストアと比べ本部の締め付けが緩やかなのが特徴である。しかしこの方針のため、かつては店舗によってサービス水準・商品展開のばらつきが激しくなるというデメリットもあった。現在ではサービス面での改善が進んでいる。また、大手のコンビニとしては珍しく、消費期限が近い食品（パン、弁当類など）を値引き販売することがある。
前述の2013年の吸収合併を機に、デイリーヤマザキとヤマザキショップの中間形態（こちらも体裁上はサテライト店舗扱い）として「ニューヤマザキデイリーストア」という新たな業態ブランド（店舗パッケージ）を設定、デイリーヤマザキに移行しなかったヤマザキデイリーストアーも順次こちらに移行している。このブランドは、コンビニエンスストアの機能を有しながらも店舗運営の負担も減らした、深夜営業しない若干小規模の店舗形態である。大学内・病院内など24時間営業を要しない施設内店舗、深夜営業での収益の見込みが少ないシニア層を重点にした店舗が多い。
これによって山崎製パンのコンビニ形態のブランドは「デイリーヤマザキ」と、サテライト店舗形式の「ニューヤマザキデイリーストア（「ヤマザキデイリーストアー」含む）」「ヤマザキショップ（「ヤマザキスペシャルパートナーショップ (YSPS)」を含む）」の3ブランド体制となった。

### 店舗展開
総店舗数は1,315店で業界5位、うちデイリーヤマザキ1,006店、ニューヤマザキデイリーストア298店、ヤマザキデイリーストアー11店である（2023年12月末時点）。
2025年5月時点で北海道、福井県、鳥取県、島根県、高知県、鹿児島県、沖縄県には店舗がない。滋賀県は大津市と米原市に1店舗ずつの2店舗、徳島県は吉野川市と阿南市に1店舗ずつの2店舗、愛媛県は松山市と上島町と伊予市と西条市に1店舗ずつの4店舗、宮崎県は高千穂町に1店舗出店している。
山崎製パン本社所在地の千代田区岩本町周辺は交差点毎にデイリーヤマザキが見られるほど出店しているが、山形県内陸地方の米沢市、山形市、新庄市を含む一帯や、福島県県北地方の福島市、伊達市、二本松市、石川県の能登地方などは全く店舗がなく、岩手県三陸地方の宮古市と大船渡市はニューヤマザキデイリーストアのみが出店している、など県内の出店密度で差異が大きい地域も見られる。
「デイリーヤマザキ」の出店がない道県も、沖縄県を除いて事実上のサテライト店舗「ヤマザキショップ」は出店している。店舗がない地域でもCMが放映されることはあった。

### サービス
クレジットカード、プリペイドカード、電子マネーといった現金以外の支払方法への対応は遅れていた。ごく一部の店舗でSmartplus、iDを導入していた。2007年7月以降、JR東日本のSuica利用可能エリア（首都圏・新潟・東北）の店舗にSuicaの導入を拡大することが決定し、後には三井住友カードの協力でiD・Suicaの共用端末を2008年7月以降、全店舗への導入が進められている（iDについては、全店舗で対応。Suicaについては、JR東日本エリア内の店舗のみ対応）。
北陸・関西・中国・四国地区の店舗では、iDとJR西日本のICOCA電子マネーとの共用端末としての導入が進められている（JR西日本管内の福井県・鳥取県及び、JR四国管内の高知県は進出していない）。他に大阪市内の一部店舗では、PiTaPaの利用が可能である。
2010年8月5日から福岡・佐賀・長崎・大分・熊本の各県にあるデイリーヤマザキの店舗で、JR九州のSUGOCA電子マネーが順次導入されている。8月上旬から愛知・岐阜・静岡・滋賀の各県内の全店舗と長野県内の一部店舗に、JR東海のTOICA電子マネーが順次導入されている。近年進出した三重県の店舗も対応する。北海道は出店がなくKitacaの直接加盟はない。WAONが一部店舗（高速道路のPAやSA内の店舗など）で利用可能だがチャージは不可である。
クレジットカードは全種類が2013年7月1日から、QUICPayも2013年7月20日から利用可能となった。
2010年4月7日から全国の店舗に、楽天Edyが順次導入されている。IC読み取り機が無い店舗も、支払時のレジ液晶画面でEdyチャージ可能を告知する。
QRコード決済での支払いは長らく対応していなかったが、2020年2月28日から楽天ペイとPayPay、3月23日からLINE Payとメルペイ、9月24日からd払いとau PAYの取扱いを導入している。他のコンビニエンスストアの大半で2019年10月1日より2020年6月30日まで実施されたキャッシュレス即時還元（2％）は実施されなかった。楽天Edyのみ後日還元されたが交通系電子マネー、iD、QUICPay、クレジットカード及び一部店舗にて取り扱いのPiTaPa、WAON、途中から導入したPayPay、楽天ペイ、LINEPay、メルペイでは全く還元が受けられなかった（d払い、au PAYは本制度終了後に導入した）。なお、楽天ポイントやQUOカードの利用は元々国の基準により制度の対象とならなかった（他のポイントを導入するチェーンも同様であった）。
2020年4月1日からプリペイドカードのQUOカードにも対応した。この時点ではQUOカードペイは利用不可となっていたが、2023年7月18日に対応した。
コンビニATMの設置状況についても同様で、店舗によってイーネット、ゆうちょ銀行（ゆうちょ銀行はいわゆるコンビニ内ATM（コンビニATM型の機種で通帳には非対応）で、厳密な意味でのコンビニATMではない）とバラバラであり地域によっては他の金融機関のATM（コンビニ内ATM）を設置している店舗もある。また、ゆうちょ銀行ATMをイーネットATMに置き換えた店舗やゆうちょ銀行ATMを撤去した店舗もある。かつては東京スター銀行ATM、新生デイリーバンクATM、タウンネットワークサービスATMを設置している店舗もあった。
宅配便は、日本通運が集荷を受託してペリカン便とゆうパックに対応していたが、両サービスの統合を見据えた措置として、2009年4月からゆうパックに一本化された。2010年7月14日にヤマト運輸と取扱店業務委託契約を締結した。9月1日から、ゆうパックに変えて宅急便の取扱サービスを開始した。ゆうパックの取扱いが終了することから店内に設置してあった郵便ポストについても撤去されている。
デイリーヤマザキ店内インフォメーション放送は富沢美智恵が担当している。
山崎製パンが毎年展開している「春のパンまつり」の点数シールが添付される対象商品として、デイリーヤマザキではパンの他に、2015年から「ヤマザキベストセレクション」名義で販売しているプライベートブランド商品（おにぎり・お惣菜・弁当など） も追加されている。
独自のシステム・サービスとしてデイリーホットが導入されている。これは店内でパン・弁当・惣菜を店員が作って販売するシステムである。※一部店舗は除く

### ポイントカード
2018年9月14日にJR東日本のエリアが含まれる都県、9月28日にその他の府県に、それぞれ楽天ポイントカードをデイリーヤマザキの全店舗で導入した。
楽天ポイントカード導入に伴い、「ヤマザキ春のパンまつり/ヤマザキ秋のパンまつり」にちなんで、楽天ポイントのキャンペーンを行う「秋の楽天ポイントカード祭り」等も行われている。

## 沿革
- 1977年（昭和52年） 
  - 5月28日 - サンエブリー雑司が谷店（東京都豊島区）が開店。
  - 12月21日 - 株式会社サンエブリー、資本金2000万円で設立[1]。
- 1978年（昭和53年）5月 - ヤマザキデイリーストアー（東京都板橋区・軍司店）が開店。
- 1980年（昭和55年）9月 - 山崎製パン株式会社の営業部門に「デイリー事業部」設立。
- 1981年（昭和56年）6月 - 関東地区で受発注オンライン開始 。
- 1982年（昭和57年）1月 - デイリー事業部とサンエブリーの業務を統合し、株式会社サンショップヤマザキを発足[1]。
- 同年中 - 仙台に進出する[12]。
- 1983年（昭和58年） 
  - 1月 - 第1次店舗情報システム（オンライン発注システム）の導入開始。
  - 2月1日 - 名古屋、大阪に地区本部を設置する[12]。
  - 5月 - 本部を千葉県市川市の「サンプラザ35」ビル（市川1-9-2）内に移転。
  - 6月 - 総店舗数が1000店を達成（サンエブリー185店、ヤマザキデイリーストアー835店）。
  - 11月 - 秋田県の株式会社たけや製パンとヤマザキデイリーストアーのサブフランチャイズ契約を締結。
- 1985年（昭和60年）11月 - 第2次店舗情報システム（POSシステム）導入開始。
- 1989年（平成元年）4月 - 総店舗数2000店達成（サンエブリー292店、ヤマザキデイリーストアー1725店）。
- 1990年（平成2年）8月 - 公共料金収納代行業務（東京電力）の開始。
- 1991年（平成3年） 
  - 2月 - 青森県の株式会社工藤パンとヤマザキデイリーストアーのサブフランチャイズ契約締結。
  - 10月 - 一般社団法人日本フランチャイズチェーン協会（JFA）に正会員として入会。
  - 青森市に1号店を出店し、青森県へ出店開始。
- 1993年（平成5年）1月 - 第3次店舗情報システム（ISDNを利用したネットワークシステム）導入開始。
- 1994年（平成6年） 
  - 4月 - 総店舗数が2500店達成（サンエブリー454店、ヤマザキデイリーストアー2064店）。
  - 6月 - 大阪東成区の森ノ宮駅前店で焼きたてパン（RHBS）導入。
- 1995年（平成7年）3月 - 資本金8000万円から1億6000万円に増資。
- 1997年（平成9年）7月 - MMS（マルチメディアステーション）導入開始 。
- 1999年（平成11年） 
  - 1月1日 - 社名を株式会社デイリーヤマザキに変更。「ヤマザキデイリーストアー」と「サンエブリー」のブランドを「デイリーヤマザキ」に順次統合。
  - 2月 - 第4次店舗情報システム（衛星通信を利用したネットワークシステム）導入開始。
  - 10月27日 -　大手百貨店の松坂屋とギフト取扱いで業務提携を締結。
- 2000年（平成12年）
  - 3月 - 郵貯ATM設置開始。
  - 10月 - 鹿児島県の株式会社イケダパンとデイリーヤマザキのサブフランチャイズ契約締結。
  - 12月 - 本格的焼きたてパン（デイリーホット）併設店舗を茨城県総和町（現・古河市）に開店（丘里工業団地店）。
- 2001年（平成13年）
  - 2月 - 長崎県内の店舗にてE-netATMの設置を開始。
  - 12月21日 - 環境マネジメントシステムの国際規格である「ISO14001」の認証を取得。
- 2003年（平成15年）
  - 11月27日 - 関西圏のデイリーホットフラッグシップショップ「森ノ宮駅前店」開店。
  - 11月 - デイリーホット導入店舗100店突破。
- 2005年（平成17年） 
  - 1月26日 - 一般財団法人横浜市交通局協力会と業務提携を締結し、駅構内売店を順次デイリーヤマザキ店舗へ転換。
  - 9月 -　市川市内の直営店舗においてSuica取扱い開始。
- 2007年（平成19年）12月19日 - 徳島自動車道吉野川サービスエリアにD’Space吉野川SA下り店を出店し、徳島県へ出店開始。
- 2008年（平成20年） 
  - 7月 - iD、Suicaの導入開始。
  - 11月1日 - 山崎製パンが79.3%出資していた岐阜県のコンビニエンスストア会社・株式会社タイムリー（本社・高山市）から、78店舗中46店舗（岐阜県42店舗、長野県3店舗、愛知県1店舗）を事業譲受。
- 2009年（平成21年）
  - 6月22日 - ICOCAエリア内の約280店舗へ、ICOCA電子マネーを順次導入。
  - 12月12日 - 名神高速道路伊吹パーキングエリア（下り線）に出店し、滋賀県へ出店開始。
- 2010年（平成22年） 
  - 4月7日 - Edyの導入開始。
  - 7月14日 - ヤマト運輸株式会社との間で、取扱店業務委託契約締結。
  - 8月5日 - 九州地区の店舗においてJR九州のSUGOCA導入開始。
  - 9月1日 - ヤマト運輸の宅急便取り扱い開始。
- 2011年（平成23年） 
  - 1月12日 - 岩手県、山形県、福島県、新潟県、長野県の約110店舗にSuica導入。
  - 2月16日 - 店舗にてEdyのチャージサービス開始（秋田、青森地区を除く）。
- 2013年（平成25年）7月1日 - 株式会社デイリーヤマザキが山崎製パン株式会社に吸収合併され、同社における「デイリーヤマザキ事業統括本部」となる。
- 2018年（平成30年） 
  - 9月14日 - 主に東日本地域（秋田、青森地区を含む）で、楽天ポイントカードのサービスを開始[13]。
  - 9月28日 - 主に西日本地域で、楽天ポイントカードのサービスを開始し、同サービスの全国対応化[13]。
- 2020年（令和2年） 
  - 2月28日 - 楽天ペイ、PayPayの決済サービスを開始。

## 特徴のある店舗

### 病院・医療施設
- 脳研センター売店（秋田県秋田市） - 院内1階。
  - 公式サイトの店舗案内に記載はないが、秋田市内の秋田厚生医療センター院内売店をデイリーヤマザキとしてエリアフランチャイザーのたけや製パンが運営している。
- 国立国府台病院店（千葉県市川市） - 国立国際医療研究センター国府台病院内1階。
- 東京医大病院店（東京都新宿区西新宿） - 本館地階
- 愛知学院大学歯学部付属病院店（愛知県名古屋市千種区）
- エキサイカイ病院店（愛知県名古屋市中川区） - 名古屋掖済会病院内。病院名は漢字だが、店舗名はカタカナ表記になっている。2019年5月に閉店した。[14]
- 船橋市立医療センター店（千葉県船橋市） - B館2階
- 星総合病院店（福島県郡山市） - 院内2階
- ニューヤマザキデイリーストア吉野川医療センター店（徳島県吉野川市） - 後述の吉野川SA下り店が閉店して一時期は徳島県唯一の店舗となっていた。

### 教育機関
- 東北大学工学部東店（宮城県仙台市青葉区） - 青葉山キャンパス内、工学研究科の機械・知能系エリアにあるスチューデントロビーに2006年12月1日開店、2022年10月31日閉店[15]。東北大学植物園の青葉山ゲート側から入場する際の入場券販売を委託されていた。
  - 青葉山ゲートができる前は川内の文系側からでないと入場できなかったが団体を除き、2007年3月21日から青葉山側の入場が可能になったことに伴い受託開始。
- 東京造形大学店（東京都八王子市）[16]
- 防衛大学校店（神奈川県横須賀市） - 学生や関係者以外でも利用することができ、通常の店舗の品揃えの他に防衛大学・自衛隊オリジナルグッズといった土産物の販売もしている。
- 多摩大学店（東京都多摩市） - 2014年9月頃にセブン-イレブンを設けた学生会館が完成したため、閉店した。
- 豊橋技術科学大学店（愛知県豊橋市） - 学生、教職員の利用者はICチップ内蔵の身分証を利用することにより10%の割引が受けられる。
- 姫路獨協大学店（兵庫県姫路市） - 2015年に開店[17]。
- 東海大学熊本店（熊本県熊本市）

### 高速道路・一般有料道路

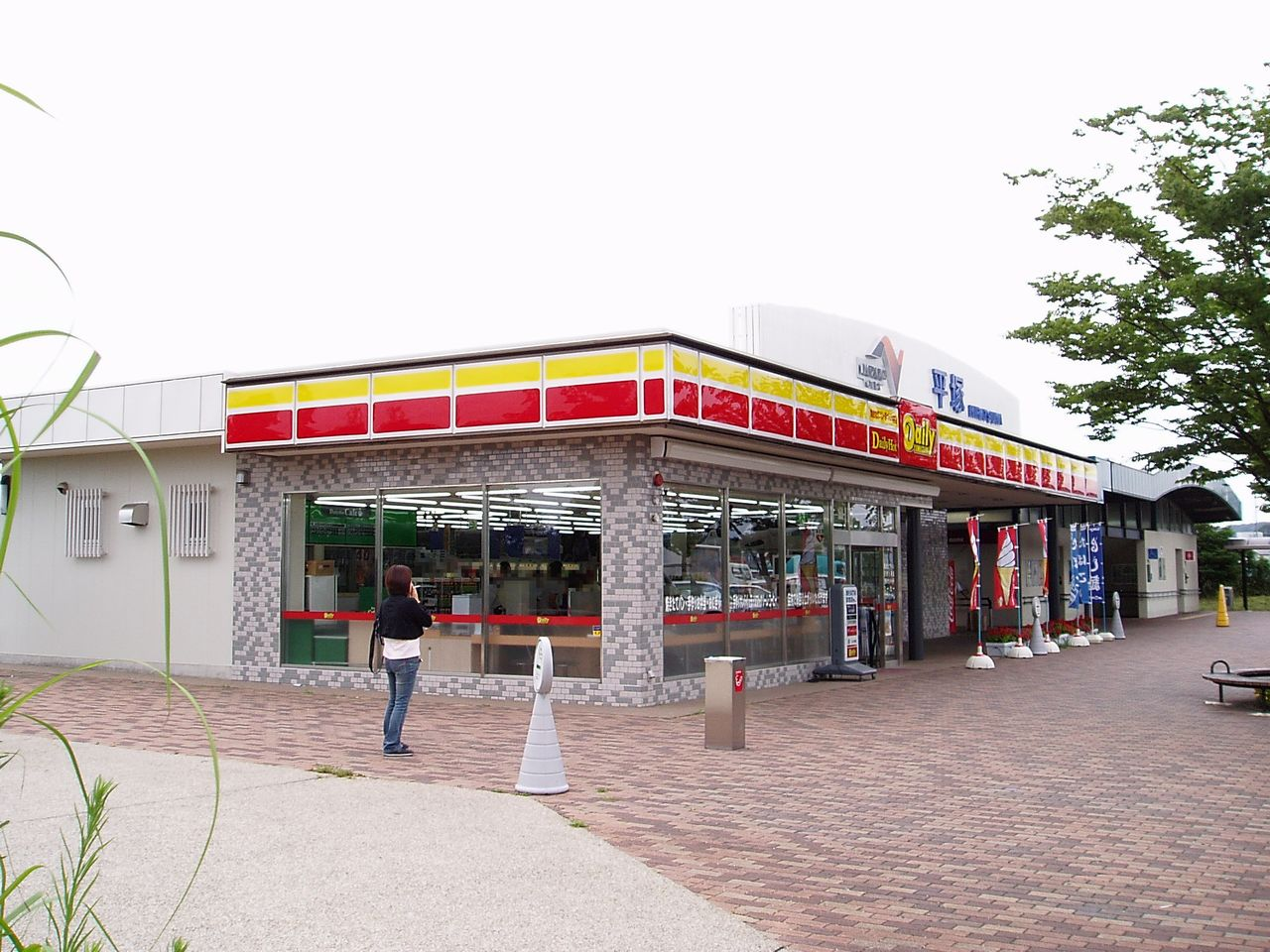
平塚パーキングエリア下り線に設置された平塚PA店(現在は閉店)

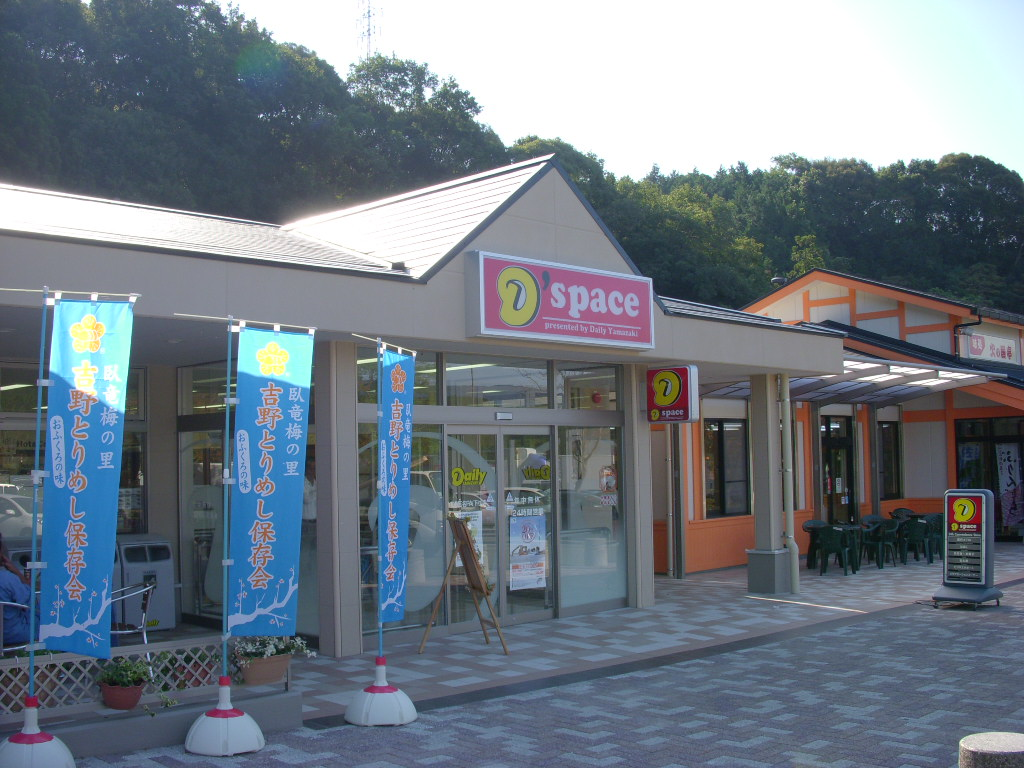
玉名パーキングエリア下り線に設置されたD'space玉名PA下り線店

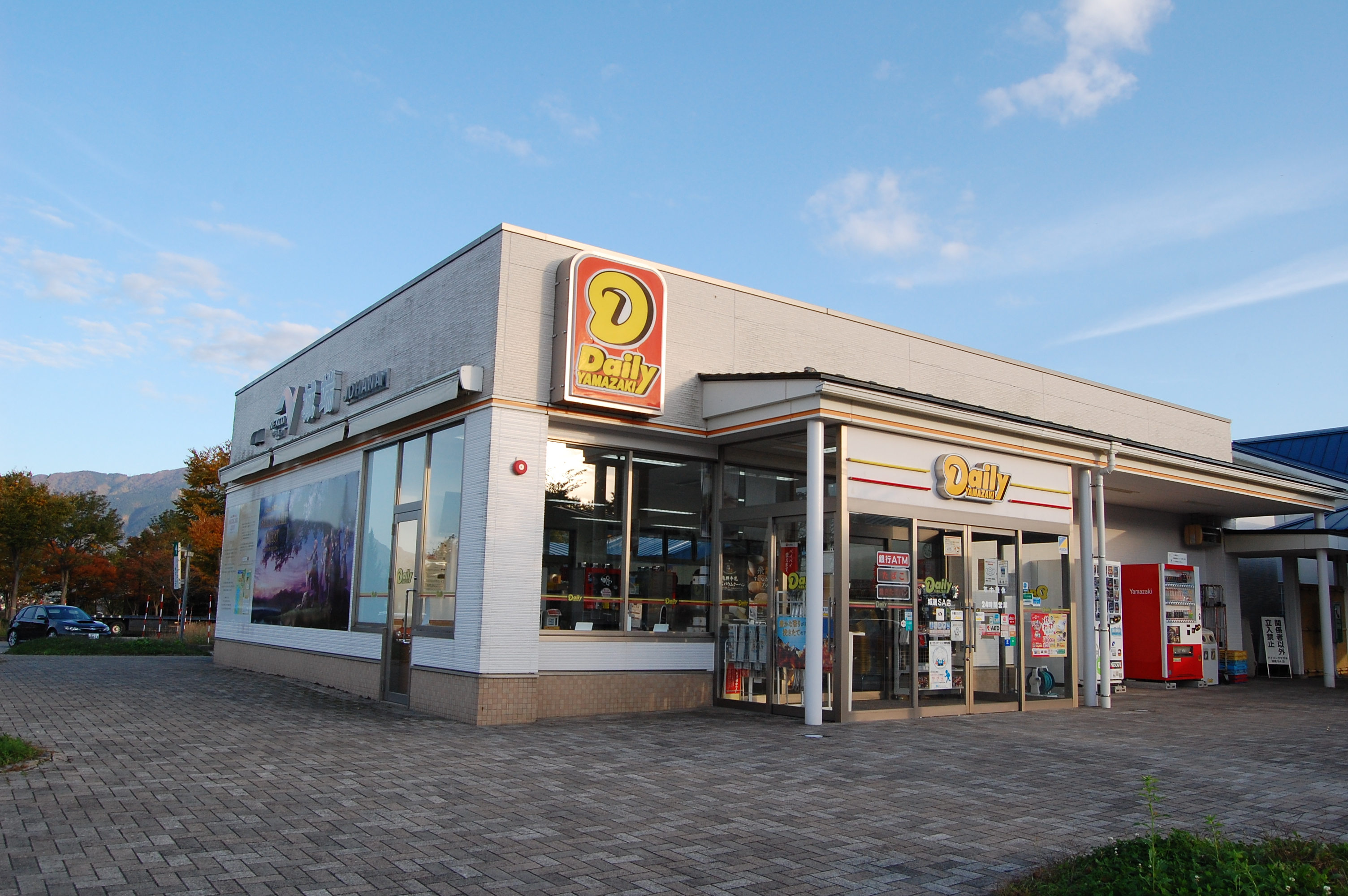
城端サービスエリアに設置された城端SA店

高速道路・一般有料道路上の店舗では飲酒運転防止のため、酒類は販売されていない。
阿智PA・古関PAを除く全ての店舗にATMが設置され、山谷PA下り線・梓川SA・辰野PA・駒ヶ岳SA・城端SAはゆうちょ銀行ATM（以前は東京スター銀行ATM）、山谷PA上り線・その他のSA・PAはイーネットATMとなっている。
- 平塚PA店（神奈川県平塚市） - E85 小田原厚木道路下り線。2003年3月開店。2011年3月閉店。
- 三方原PA店（静岡県浜松市中央区） - E1 東名高速道路下り線。2003年11月開店。2011年3月閉店。
- 尾張一宮PA店（愛知県一宮市） - E1 名神高速道路上り線。2005年4月開店、2010年5月閉店。
- 山谷PA店（新潟県小千谷市） - E17 関越自動車道上下線。下り線は2006年12月開店、上り線は2016年12月14日開店[広報 14]。
- 黒磯PA店（栃木県那須塩原市） - E4 東北自動車道上下線。下り線は2007年7月27日開店、上り線は2007年12月20日開店。
- D’Space山江SA上り店（熊本県球磨郡山江村） - E3 九州自動車道上り線。2007年8月8日開店、2018年3月31日閉店。同年4月27日にセブン-イレブンにリブランドされた[広報 15][広報 16]。
- D’Space玉名PA下り店（熊本県玉名郡南関町） - E3 九州自動車道下り線。2007年9月23日開店、2018年3月31日閉店。同年4月27日にセブン-イレブンにリブランドされた[広報 15][広報 16]。
- D’Space吉野川SA下り店（徳島県三好郡東みよし町） - E32 徳島自動車道下り線。実質的には徳島県内唯一の店舗だった。2007年12月19日開店、2018年3月31日閉店。同年4月27日にセブン-イレブンにリブランドされた[広報 15][広報 16]。
- 阿智PA上り店（長野県下伊那郡阿智村） - E19 中央自動車道上り線。2008年3月1日開店。
- 中央道原PA下り店（長野県諏訪郡原村） - E20 中央自動車道上り線。2008年4月開店。
- 辰野PA下り店（長野県上伊那郡辰野町） - E19 中央自動車道下り線。2008年7月開店。
- D’Space八幡PA店（広島県三原市八幡町美生） - E2 山陽自動車道上下線。ともに2008年11月5日開店、2019年3月31日閉店。同年4月26日にセブン-イレブンにリブランドされた[広報 17]。
- 梓川SA下り店（長野県松本市） - E19 長野自動車道下り線。2008年12月開店。
- 愛鷹PA下り店（静岡県沼津市） - E1 東名高速道路下り線。2009年3月6日開店。
- 駒ヶ岳SA下り店（長野県駒ヶ根市） - E19 中央自動車道下り線。2009年3月18日開店。
- 徳光PA下り店（石川県白山市） - E8 北陸自動車道下り線。2009年3月18日開店。
- D’Space赤松PA店（兵庫県神戸市北区） - E2A 中国自動車道下り線。2009年4月開店。
- 伊吹PA下り店（滋賀県米原市） - E1 名神高速道路下り線。滋賀県内唯一の店舗。2009年12月12日開店。
- 城端SA店（富山県南砺市） - E41 東海北陸自動車道（上下線集約）。2010年3月19日開店。
- NEOPASA静岡店（静岡県静岡市葵区） - E1A 新東名高速道路上下線。ともに2012年4月14日開店。
- 新東名掛川PA上り店（静岡県掛川市） - E1A 新東名高速道路上り線。2012年4月14日開店。
- 遠州森町PA下り店（静岡県周智郡森町） - E1A 新東名高速道路下り線。2012年4月14日開店。
- 越中境PA店（富山県下新川郡朝日町） - E8 北陸自動車道上下線。下り線は2018年2月10日開店、上り線は2018年3月1日開店[広報 18]。
- 新城PA上り店（愛知県新城市） - E1 東名高速道路上り線。2018年3月28日開店。
- 京葉市川PA下り店（千葉県市川市） - E14 京葉道路下り線。2018年4月24日開店[広報 19]。
- 古関PA店（宮城県柴田郡川崎町） - E48 山形自動車道上下線。ともに2021年3月19日開店[広報 20]。

### 交通機関の施設
- 足利市駅店（栃木県足利市）
- 北本駅店（埼玉県北本市） - 西口ビル1階。
- ニューシャトル大宮駅店（埼玉県さいたま市大宮区） - 改札内に出店している駅ナカ店である。
- 埼玉高速鉄道各駅構内（埼玉県さいたま市緑区・川口市の一部の駅）
- 東葉北習志野店（千葉県船橋市）
- 東葉飯山満駅店（千葉県船橋市）
- 東葉八千代緑が丘駅店（千葉県八千代市） - 改札内。
- バスタ新宿店（東京都渋谷区）[18] - 2023年6月、ファミリーマートからのブランド転換による形で開店[19]。
- 横浜市営地下鉄各駅構内（神奈川県横浜市など、一部の駅のみ） - 通称「はまりんコンビニ」。現在はファミリーマートに転換されている。
- JR亀田駅店（新潟県新潟市江南区） - 店舗は改札外にあるがレジ裏に窓口があり、窓口を通じて改札内からも利用可能。Suica電子マネー対応。
- JR新発田駅店（新潟県新発田市） - Suica電子マネー対応。
- 岩塚駅店（愛知県名古屋市中村区）
- 名鉄国府駅店（愛知県豊川市） - 西口、現在はファミリーマートに転換されている。
- 神戸市営地下鉄各駅構内（兵庫県神戸市） - 2024年、ファミリーマートからのブランド転換による形で順次開店[20]。
- JR姫路駅東口店（兵庫県姫路市）
- 新倉敷駅店（岡山県倉敷市） - 南口。
- 国道フェリー高松店（香川県高松市） - 同フェリーの宇野港乗場はヤマザキショップを併設。2012年10月の国道フェリーの運航休止後もしばらく営業していたが、2013年8月に閉店。

### その他
- 舞浜bfs店（千葉県浦安市）
  - 東京ディズニーリゾートのバックステージ（後方施設内）の「ワードローブビル」にあるキャスト専用店舗。特殊立地にゆえ、看板はなくコスチュームも独自のものになっている。キャストが使用する各職種別の靴の販売もおこなっている。ちなみに「ワードローブビル別館」にはローソンがある。「bfs」とは運営者「ベイフードサービス」の略。
- ルッキンググラス・ギフト
  - 東京ディズニーランドホテル内店舗でデイリーヤマザキ系列。イーネットATM設置。
- 文部科学省売店（東京都千代田区） - 職員専用店舗。
- 防衛省（市ヶ谷庁舎、東京都新宿区） - 職員専用店舗。厚生棟1階に出店。東部方面隊の数個駐屯地や自衛隊病院にも出店している。
- 船橋市役所店（千葉県船橋市） - 船橋市役所地下1階に出店。営業時間は市役所開庁日の午前7時から午後7時まで。主に職員向けだが、一般市民も庁舎への出入りは自由であるため利用に制限はない。2010年5月6日に開店した。これに伴い、船橋市役所職員労働組合が経営していた売店は2010年3月で閉店となった。
- 静岡市役所静岡店（静岡県静岡市葵区） - 静岡市役所静岡庁舎・葵区役所地下1階に出店。営業時間は開庁日の午前8時から午後6時まで。主に職員向けだが、一般市民も庁舎への出入りは自由であるため利用に制限はない。2010年6月に開店した。これに伴い、静岡市役所職員互助会が運営していた売店は2010年2月で閉店となった。
- らいよんデイリーストア（大阪府大阪市北区） - 毎日放送（MBS）本社の本館（M館）1階『ちゃやまちプラザ』に2014年4月4日に開業。「らいよん」とはMBSのマスコットキャラクター『らいよんチャン』から採ったもの。デイリーヤマザキとMBSの共同企画による出店で、店舗内にはMBSのオリジナルグッズも取り扱うことから、コンビニとテレビ局のグッズショップの融合店舗となる（一般利用も可能）。正式名称は「デイリーヤマザキMBS茶屋町店」。
- ポートストア - 東京と横浜の港湾施設労働者の福利厚生を目的に東京港湾福利厚生協会（東京都港区）と横浜港湾福利厚生協会（横浜市中区）が運営していた売店業務を拡大する際にデイリーヤマザキと提携した上で開業[注 11]。非営利団体がコンビニエンスストアを運営している都合上、デイリーヤマザキのロゴは用いず、店舗表示は「PORT STORE」としていた。2019年現在は閉店または他のチェーン店に転換している[21]。

## 広告
- デイリーヤマザキに統合される以前の「ヤマザキデイリーストアー」「サンエブリー」時代には15秒のスポットCMが放送されていた。
- 統合前、2つの店名部分以外は全く同じラジオCMも存在した。

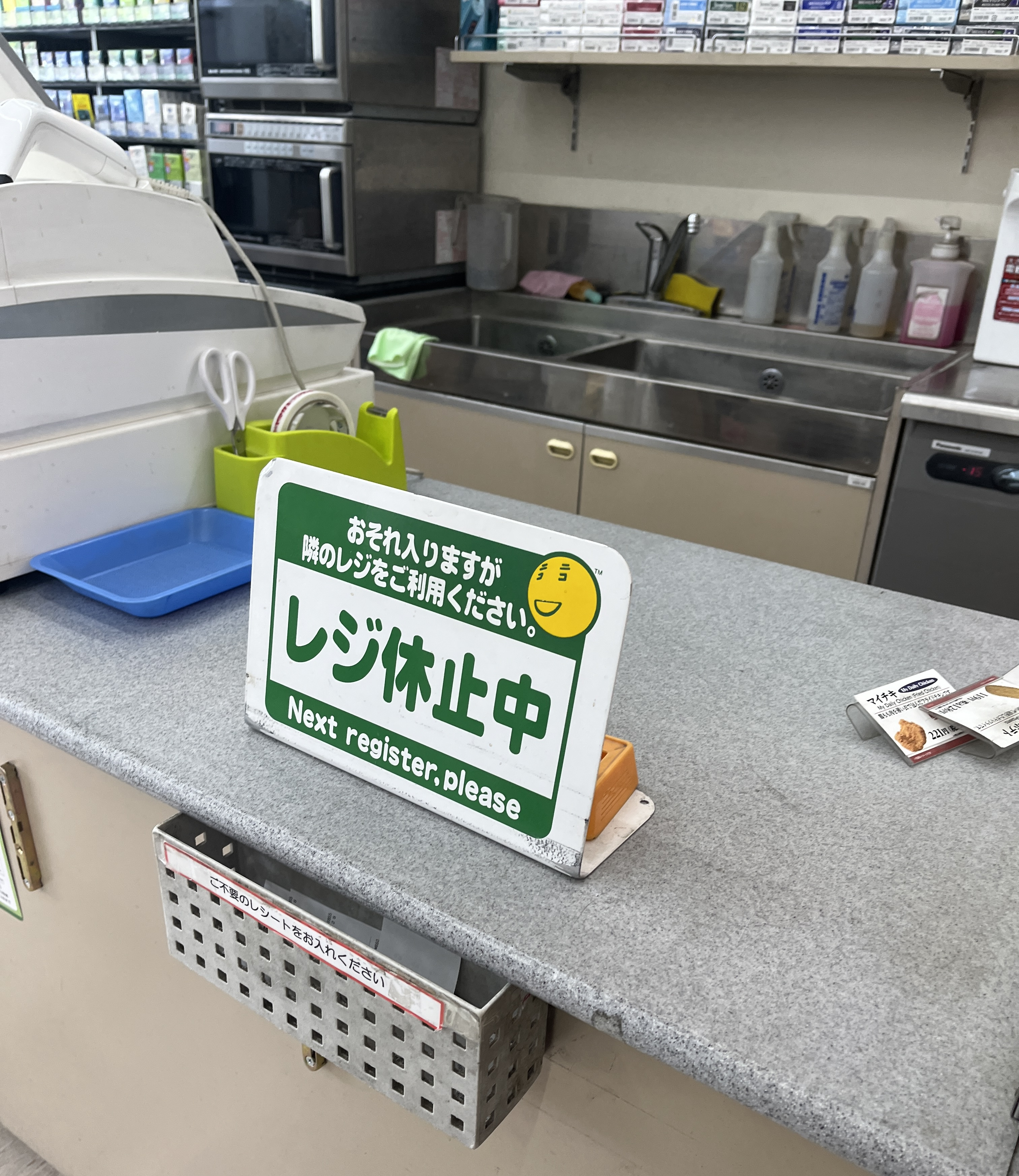
球体のキャラクターが描かれたレジ休止中札

- 球体のキャラクターが描かれたレジ休止中札その後デイリーヤマザキになってからは濱田マリと小林亜星が歌う「夢を見ましょう」を起用した30秒CMをTBSの早朝ワイド番組「ウォッチ!」「みのもんたの朝ズバッ!」の全国ネットワークセールス時間帯に放送していた（ちなみに、CMに出ていた球体のキャラクターは現在でもレジの休止札やパンフレットのラックで見る事が出来る）。
- アニメ『奥さまは魔法少女』にて、紅さやか（声：清水愛）がよく行っているデイリーヤマザキが実在で登場していた。エンディングでは協力としてクレジットされている。
- レシートの裏側に商品割引クーポンを印刷して発行する「レシートみてみてキャンペーン」では、映像はモノクロアニメが使用され、CMソングもレトロな雰囲気の曲が使用された。
- 2016年〜2019年の間、阿部純子などが出演するTVCMを新たに放映。「毎日おいしい」「ここにしかないおいしさ」というキャッチフレーズを使用[22][23]。